# Daria Bijak
Daria Bijak (Racibórz, Szilézia, 1985. november 12. –) lengyel születésű német szertornász.
A sokáig német terület Sziléziában született, Kölnben nőtt fel. A 2008. évi nyári olimpiai játékokon talajon 28., felemás korláton 32., gerendán 83., egyéni összetettben 51. lett, míg ugrásban egyből kiesett.